# Campeonato Italiano de Futebol de 1903
O Campeonato Italiano de Futebol de 1903 (em italiano: Campionato Nazionale) foi a 6.ª edição da principal divisão do futebol italiano. A fórmula de disputa da competição consistia em eliminatórias regionais/inter-regionais até a grande final. Foi organizado pela Federação Italiana de Futebol (FIF) e disputado entre 1.º de março e 13 de abril de 1903, na Itália.
O grande vencedor foi o Genoa, que por força do regulamento da época entrou diretamente na final, e assim conquistou seu quinto scudetto da competição.

## Participantes
| Equipe                 | Cidade | Região    | Em 1902                                                                 | Títulos                     |
| ---------------------- | ------ | --------- | ----------------------------------------------------------------------- | --------------------------- |
| Andrea Doria           | Gênova | Liguria   | Eliminado nas preliminares da Ligúria do Campeonato Italiano            | 0 (não possui)              |
| Audace Torino          | Turim  | Piemonte  | 3.º nas eliminatórias de Piemonte do Campeonato Italiano                | 0 (não possui)              |
| Genoa                  | Gênova | Liguria   | Campeão do Campeonato Italiano de Futebol                               | 4 (1898, 1899, 1900 e 1902) |
| Juventus               | Turim  | Piemonte  | Perdedor do play-off na eliminatória de Piemonte no Campeonato Italiano | 0 (não possui)              |
| Milan                  | Milão  | Lombardia | Vice-campeão do Campeonato Italiano de Futebol                          | 1 (1901)                    |
| Football Club Torinese | Turim  | Piemonte  | Semi-finalista do Campeonato Italiano de Futebol                        | 0 (não possui)              |

## Regulamento
De acordo com acordo com o regulamento da Federação Italiana de Futebol (FIF), o campeonato seria disputado do primeiro dia até o dia 28 do mês de março de 1903, a fórmula de disputa do certame era bem simples, consistia em quatro jogos eliminatórios, e o clube que conseguisse avançar, faria a grande final contra o atual campeão da competição. No primeiro jogo eliminatório, que aliás já estava definido, Juventus e FBC Torinese, duas equipes da cidade de Turim duelariam no Velódromo Umberto I, em Turim. O vencedor do jogo anterior mediria forças contra o Audace Torino de Turim. O vencedor do segundo jogo eliminatório enfrentaria o Andrea Doria, uma equipe de Gênova. Esses três primeiros jogos aconteceriam na cidade de Turim. A quarta e última partida eliminatória seria na cidade de Milão, na ocasião, a equipe vencedora do terceiro jogo eliminatório enfrentaria o Milan, time da cidade de Milão. Passada toda a fase eliminatória, a cidade de Gênova sediará a grande final, disputada pelo vencedor do quarto jogo eliminatório e a equipe do Genoa, este que foi o campeão do Campeonato Italiano de 1902.

## Resultados

### Jogos eliminatórios
| 1 de março de 1903 Jogo 1 | Juventus | 5 – 0 | FBC Torinese | Velódromo Umberto I, Turim |  |
|                           |          |       |              |                            |  |

| 8 de março de 1903 Jogo 2 | Juventus | 2 – 1 | Audace Torino | Velódromo Umberto I, Turim |  |
|                           |          |       |               |                            |  |

| 15 de março de 1903 Jogo 3 | Juventus | 7 – 1 | Andrea Doria | Velódromo Umberto I, Turim |  |
|                            |          |       |              |                            |  |

| 22 de março de 1903 Jogo 4 | Milan | 0 – 2 | Juventus | Campo Acquabella, Milão |  |
|                            |       |       |          |                         |  |

### Final
| 13 de abril de 1903 | Genoa | 3 – 0     | Juventus | Campo de Ponte Carrega, Gênova |
|                     |       | Relatório |          |                                |

## Premiação
| Campeonato Italiano de 1903                         |
| --------------------------------------------------- |
| Genoa Cricket and Football Club Campeão (5º título) |